# NGC 1891
NGC 1891 is een open sterrenhoop in het sterrenbeeld Duif. Het hemelobject werd op 26 december 1835 ontdekt door de Britse astronoom John Herschel.